# Torre Iberdrola
Torre Iberdrola is een kantoorgebouw in het centrum van Bilbao. Het is 165 meter hoog en staat aan het Euskadi Plaza, direct ten noorden van het centrum van Bilbao en aan de rivier Nervión. De kantoortoren is een ontwerp van de Argentijnse architect César Pelli.
Op de plaats van de toren lag een oude scheepswerf. De scheepsbouw was ten einde gekomen en voor het terrein werd in 1998 een herontwikkelingstraject Abandoibarra gestart. Het bureau van César Pelli werd ingehuurd en deze kwam met het ontwerp voor de toren. De bouw begon op 19 maart 2007 en het werd eind 2011 opgeleverd. De officiële inhuldiging van de Iberdrola-toren vond plaats op 21 februari 2012 in aanwezigheid van koning Juan Carlos.
De toren is 165 meter hoog en het hoogste gebouw in de stad. Het heeft zo’n 50.000 m² vloeroppervlak verdeeld over 41 verdiepingen. Hiervan zijn vier verdiepingen voor technische installaties. Onder het gebouw zijn er parkeerplekken voor 717 auto’s verdeeld over vijf verdiepingen. De bouwkosten voor het kantoorgebouw bedroegen zo’n 210 miljoen euro.
Het gebouw heeft een driehoekige vorm, vergelijkbaar met een strijkbout, met twee even lange zijden en een korte zijde, maar allen zijn licht gebogen. De gevels bestaan uit een dubbele glasbedekking, met efficiënte klimaatbeheersing, en de bezoeker heeft een weids uitzicht over de stad en de rivier tot aan de monding bij Portugalete. De constructie bestaat uit een centrale kern, cirkelvormige steunen in de buitencontour en massieve vloerpanelen. De centrale kern bevat drie groepen liftschachten met elk zeven liften, serviceruimtes voor de communicatie en andere voorzieningen. Het gebouw is energiezuinig.
De toegangshal is 2770 m² groot en reikt tot maximaal 10 meter vanaf de vloer gemeten. Alle wanden zijn van glas en de bezoeker heeft zicht op de tuin die rondom is aangelegd. Het helikopterplatform op het dak heeft een diameter van 18 meter en wordt alleen gebruikt voor medische of noodvluchten.
De toren heeft alleen kantoren en de 10 bovenste verdiepingen worden gebruikt door het nutsbedrijf Iberdrola. De overige verdiepingen worden verhuurd.

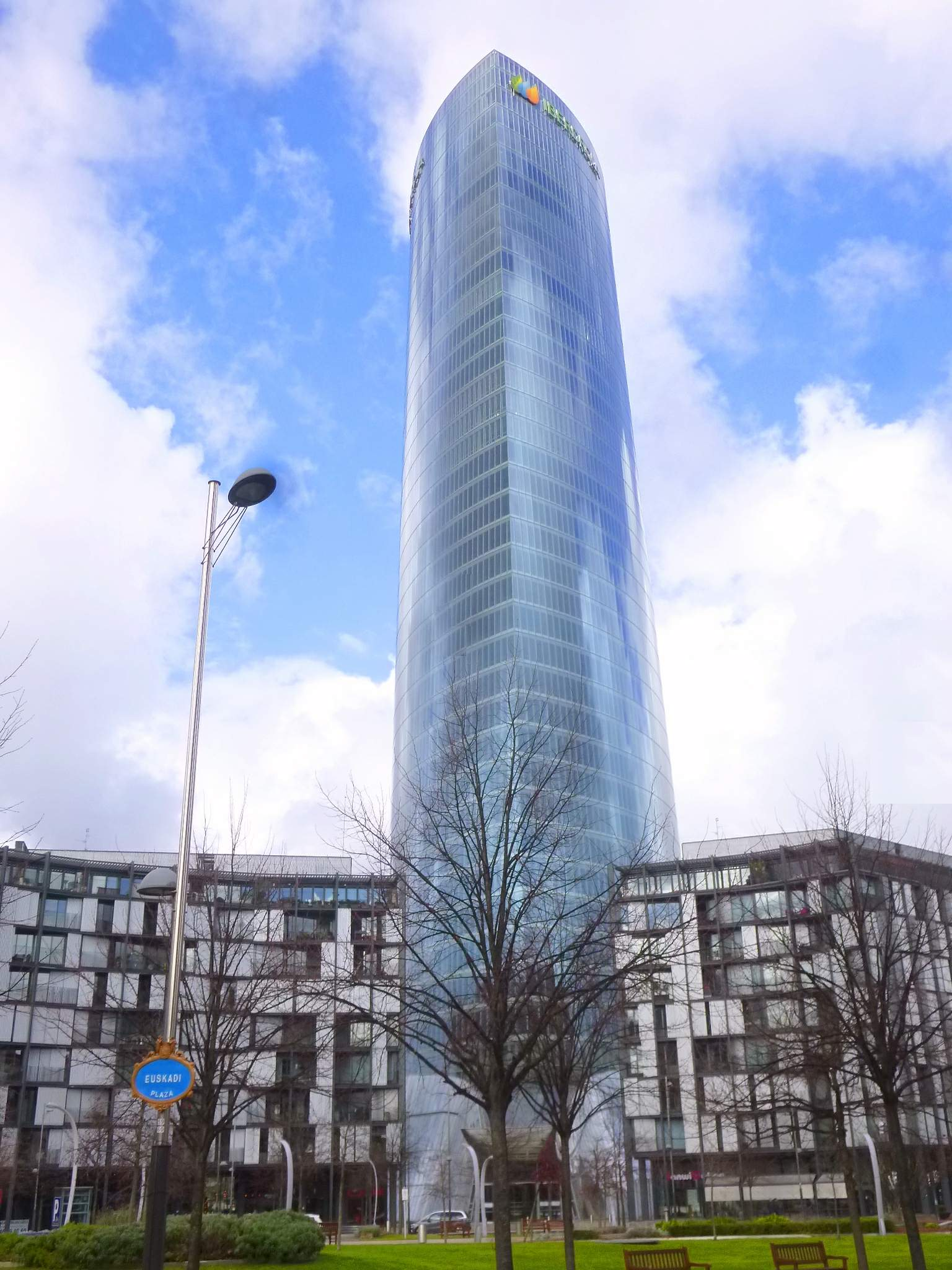
De toren
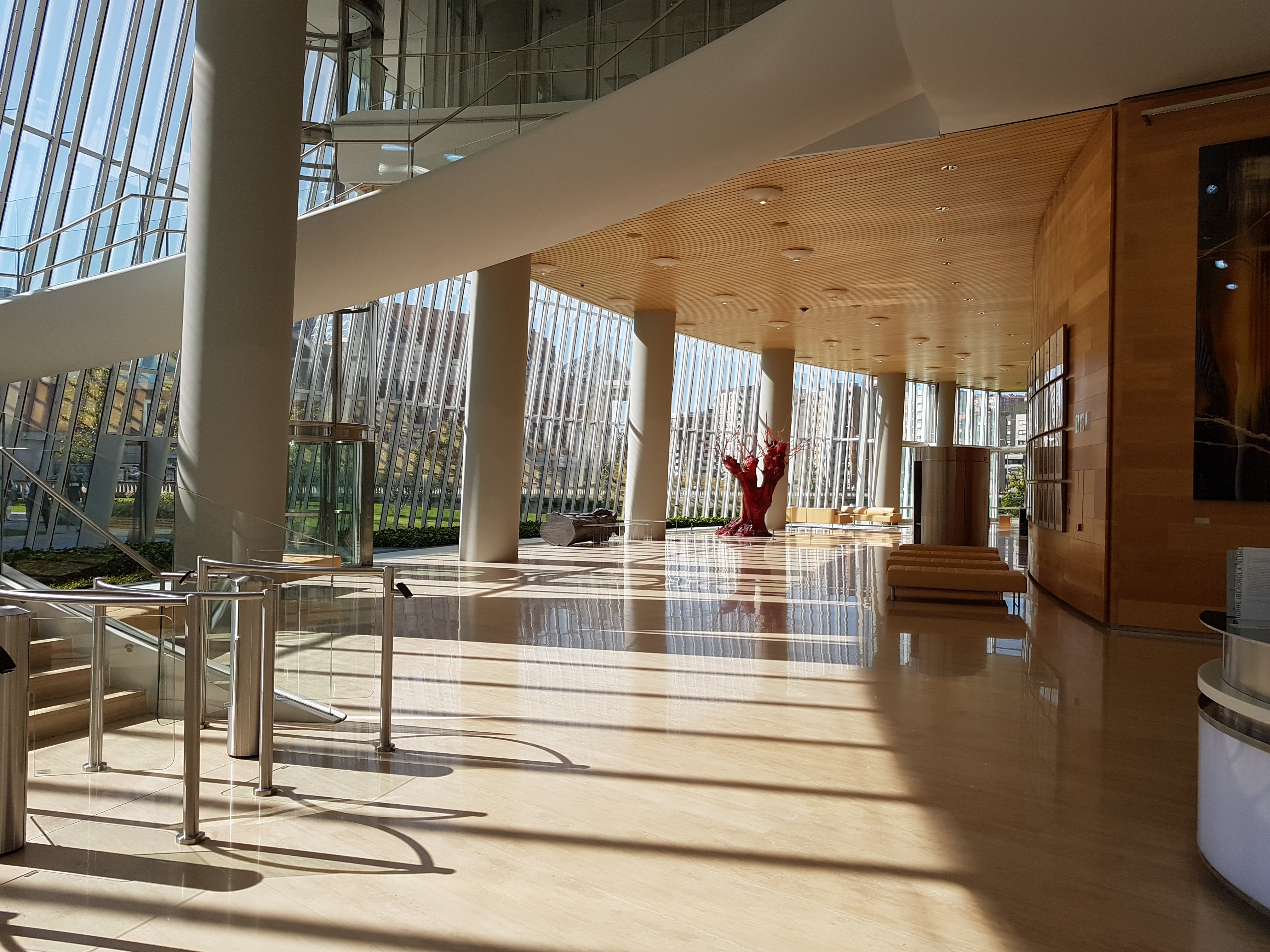
De ontvangsthal
Tekening toren